# Malva nicaeensis
Malva nicaeensis là một loài thực vật có hoa trong họ Cẩm quỳ. Loài này được All. mô tả khoa học đầu tiên năm 1785.